# Гниль
Гниль — річка в Україні, у Березівській громаді Житомирського району Житомирської області, ліва притока Лісної, притоки Кам'янки, притоки Тетерева (басейн Дніпра).

## Опис
Бере початок у селах Черемошне та Дубовець. Тече переважно на південь і південний схід через село Березівка, після чого повертає на південний захід і впадає в річку Лісну з лівого боку на відстані 14 км від її гирла (нижче за течією ніж у неї впадає Вива, але вище за село Бондарці).
Довжина річки 11 км. Площа басейну 38,3 км².
Висота витоку річки над рівнем моря — 228 м; висота гирла над рівнем моря — 224 м; падіння річки — 4 м; похил річки — 0,37 м/км. Формується з декількох безіменних струмків.[джерело?]
У річці водяться карась звичайний, в'юн, пічкур та плітка звичайна.[джерело?]

## Історія (Хмільчик)
У Списку рік Дніпровського басейна Маштакова 1913 року згадується річка Хмільчик, ліва притока історичної Лісової Кам'янки (сучасна річка Лісна з притоками). На картах Шуберта середини 19-го століття Хмільчик розташовувався у басейні сучасної Гнилі і тік за маршрутом:
- спочатку сучасної безіменної лівої притоки Гнилі, що розташована на південний схід від Березівки і тече на захід до впадіння у Гниль на південь від Березівки,
- потім вздовж сучасної Гнилі на південний захід,
- після чого впадала у річку Камʼянку (Лісову Камʼянку[5]) на місці сучасної річки Лісної.[6][7]

## Галерея

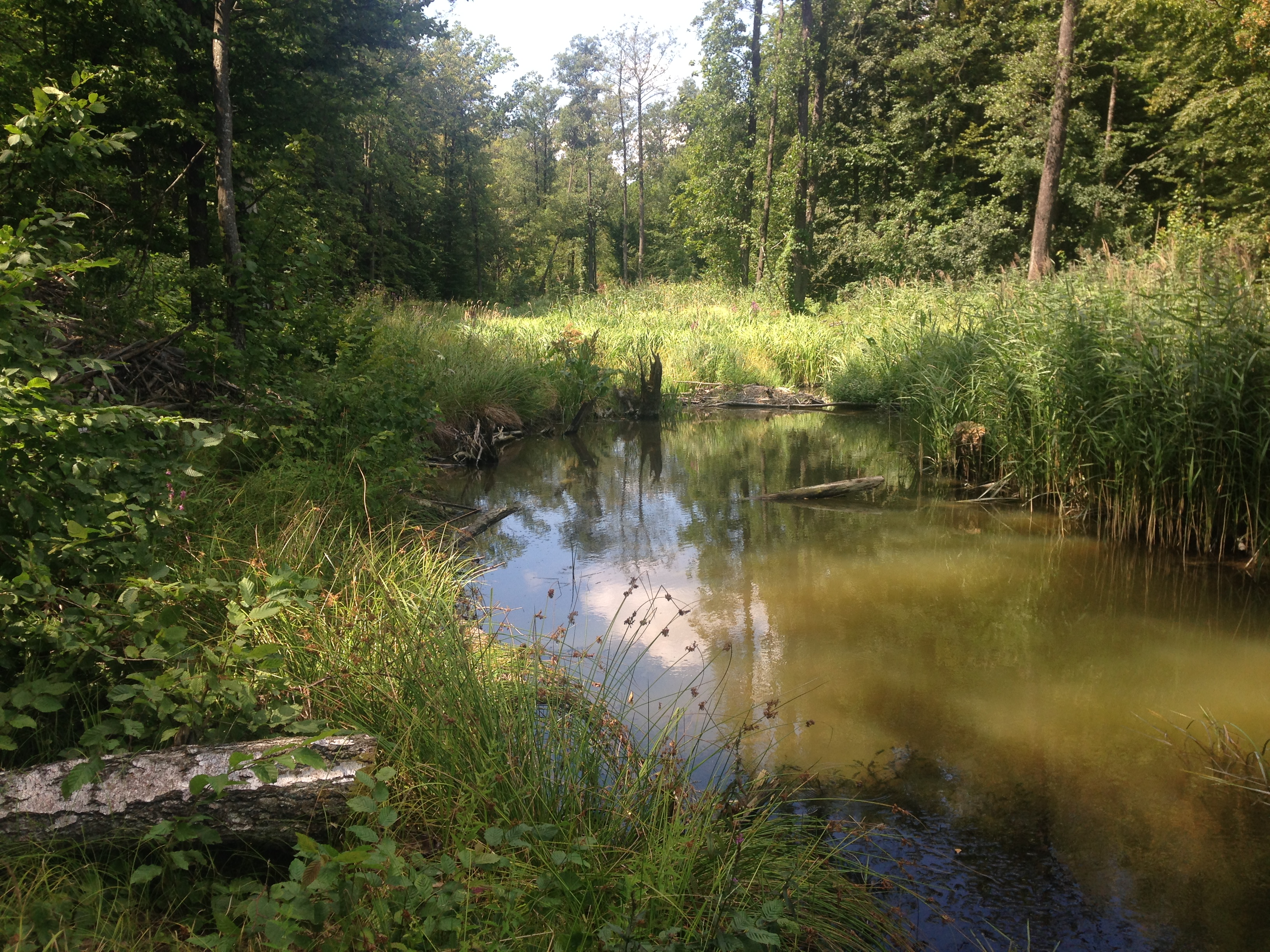
Річка Гниль
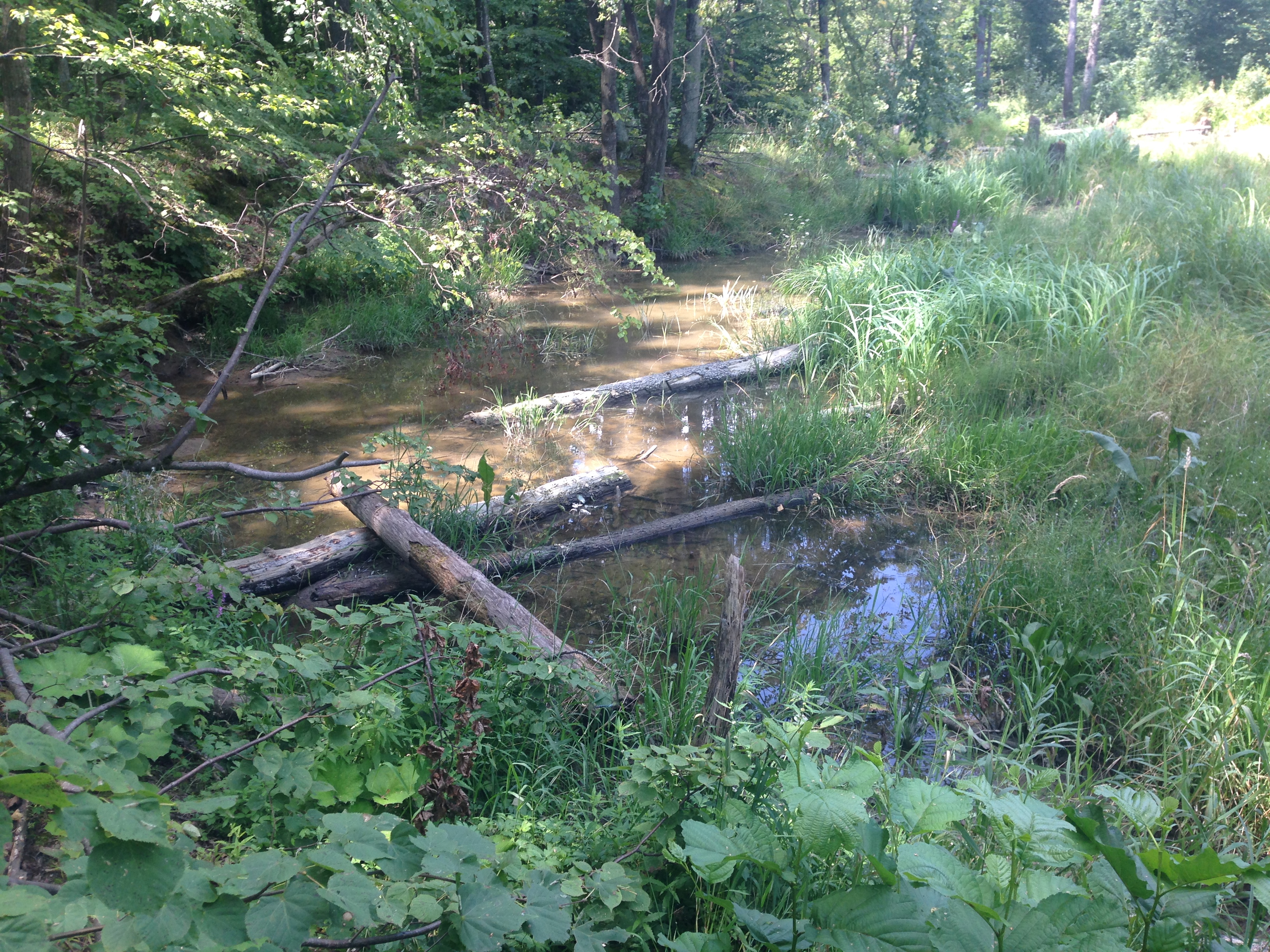
Річка Гниль, Житомирський район
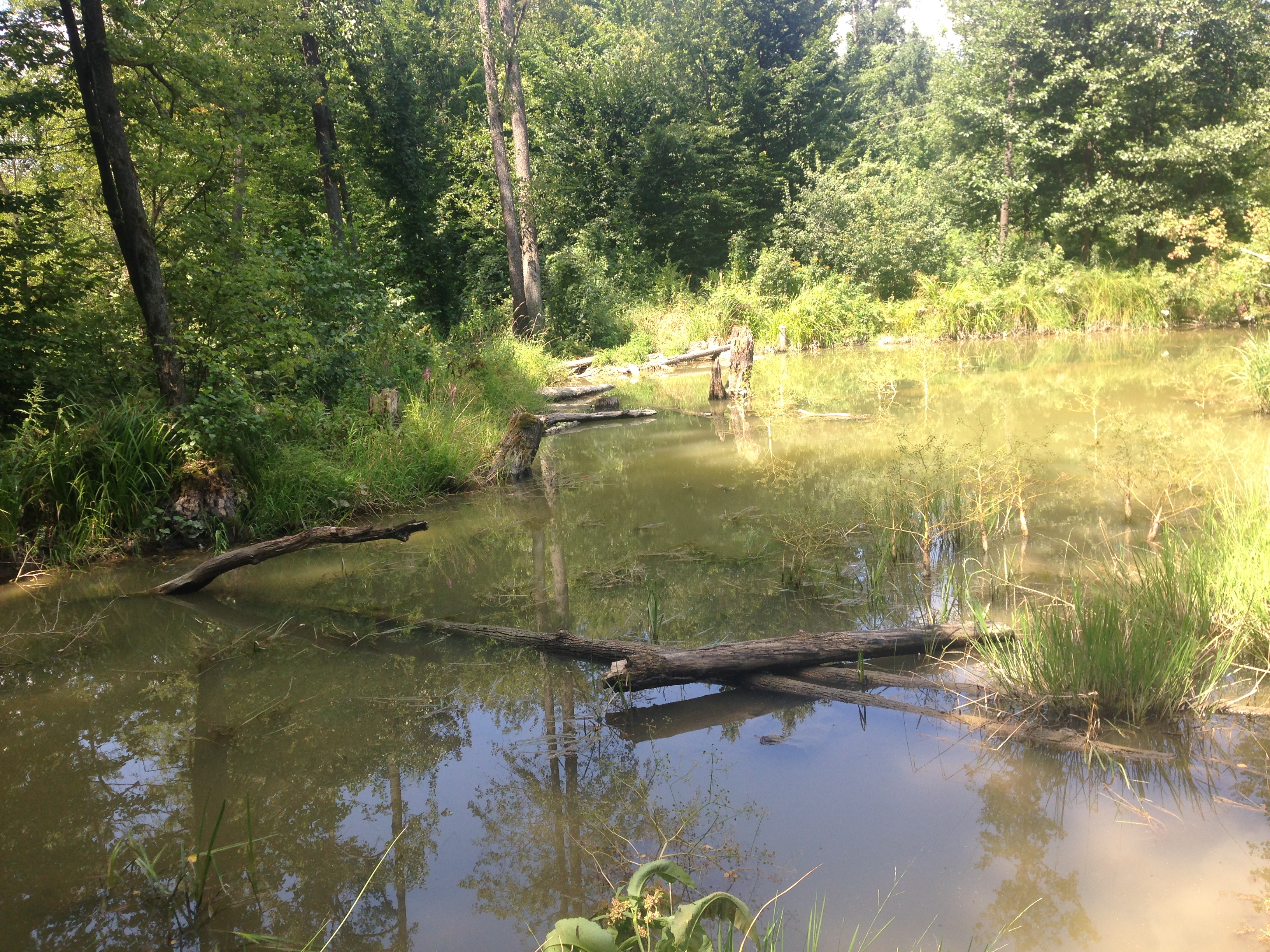
На річці Гниль мешкають бобри
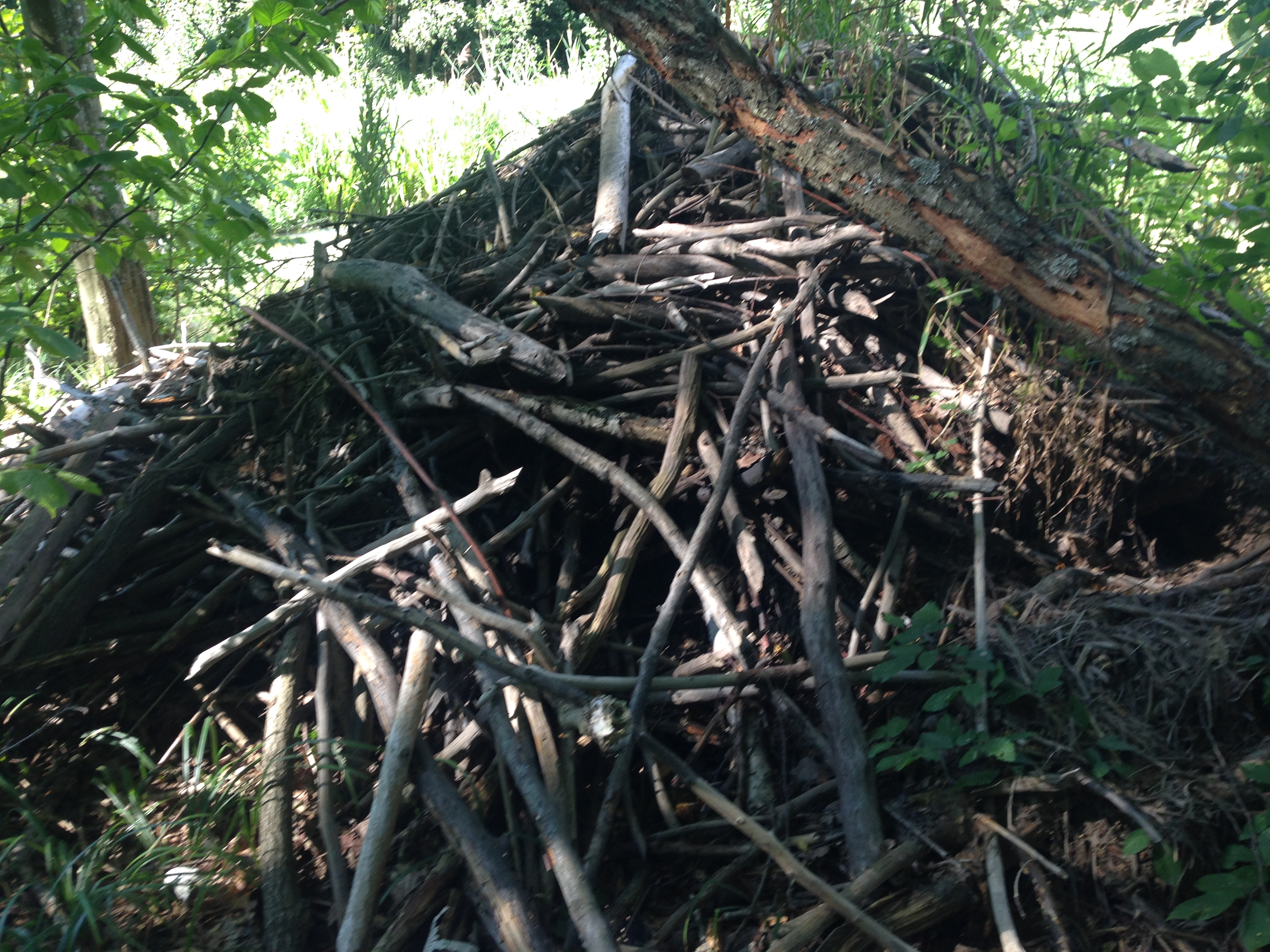
На річці Гниль боброва "хатинка"
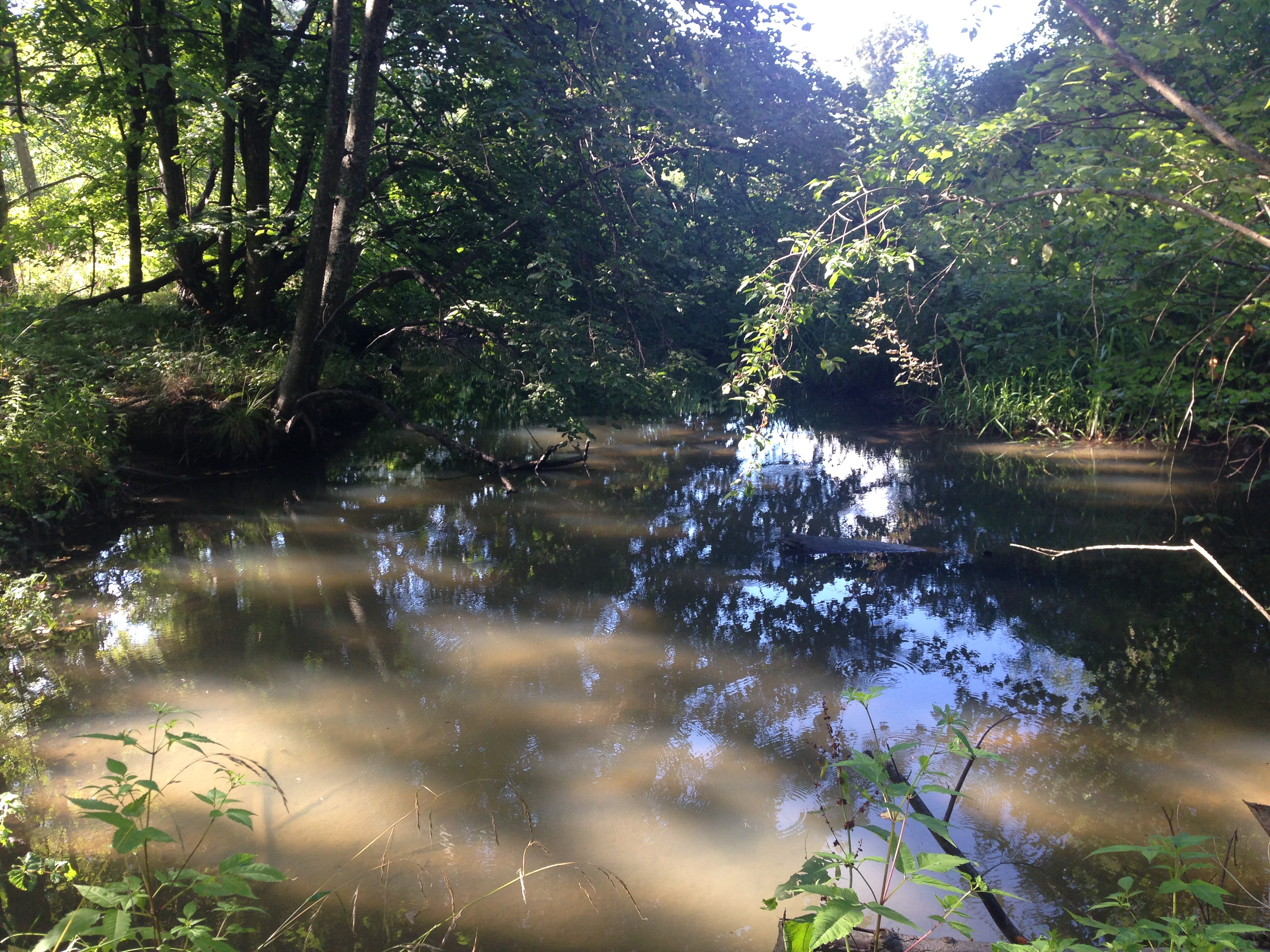
Річка Гниль у березівському лісі
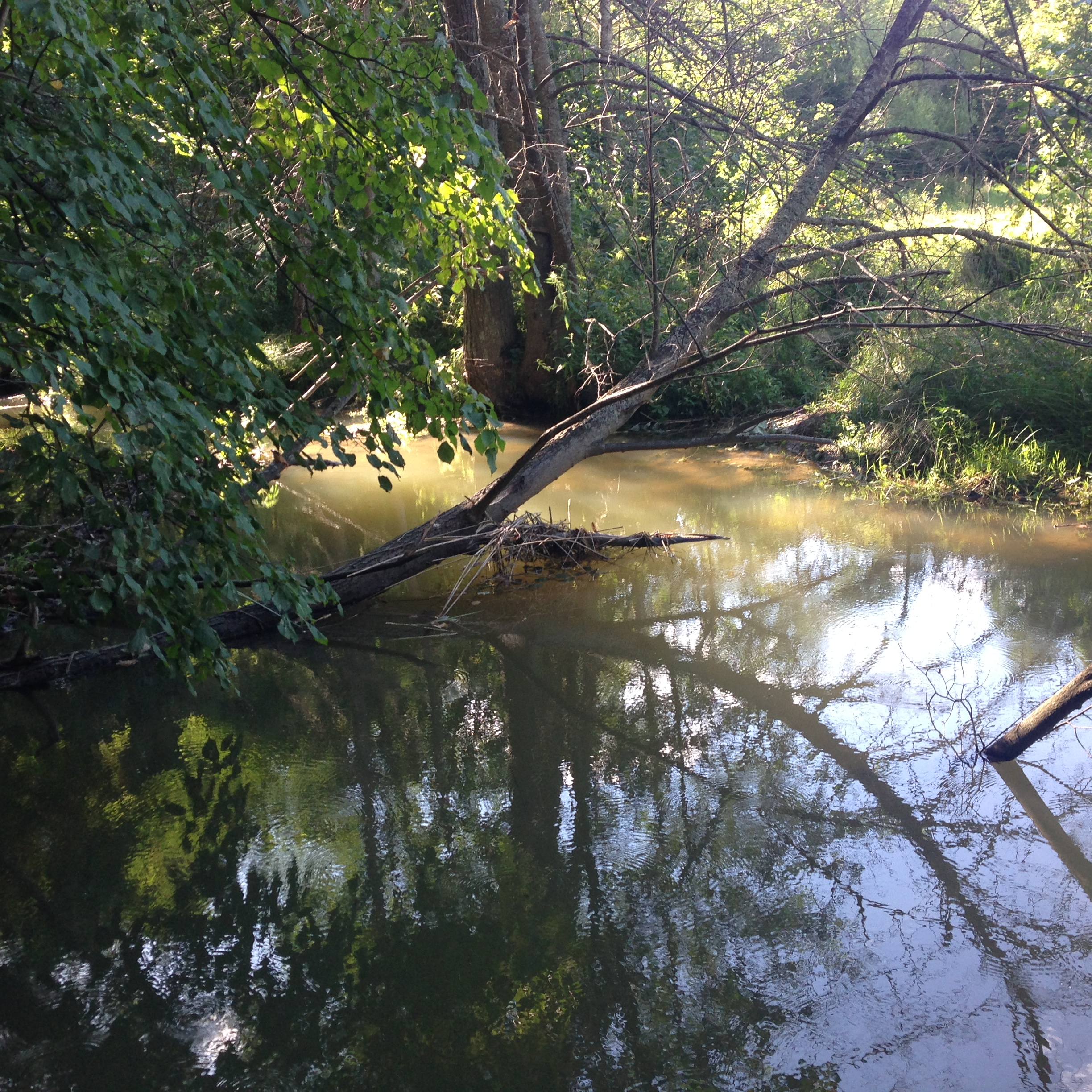
Річка Гниль проти лісника
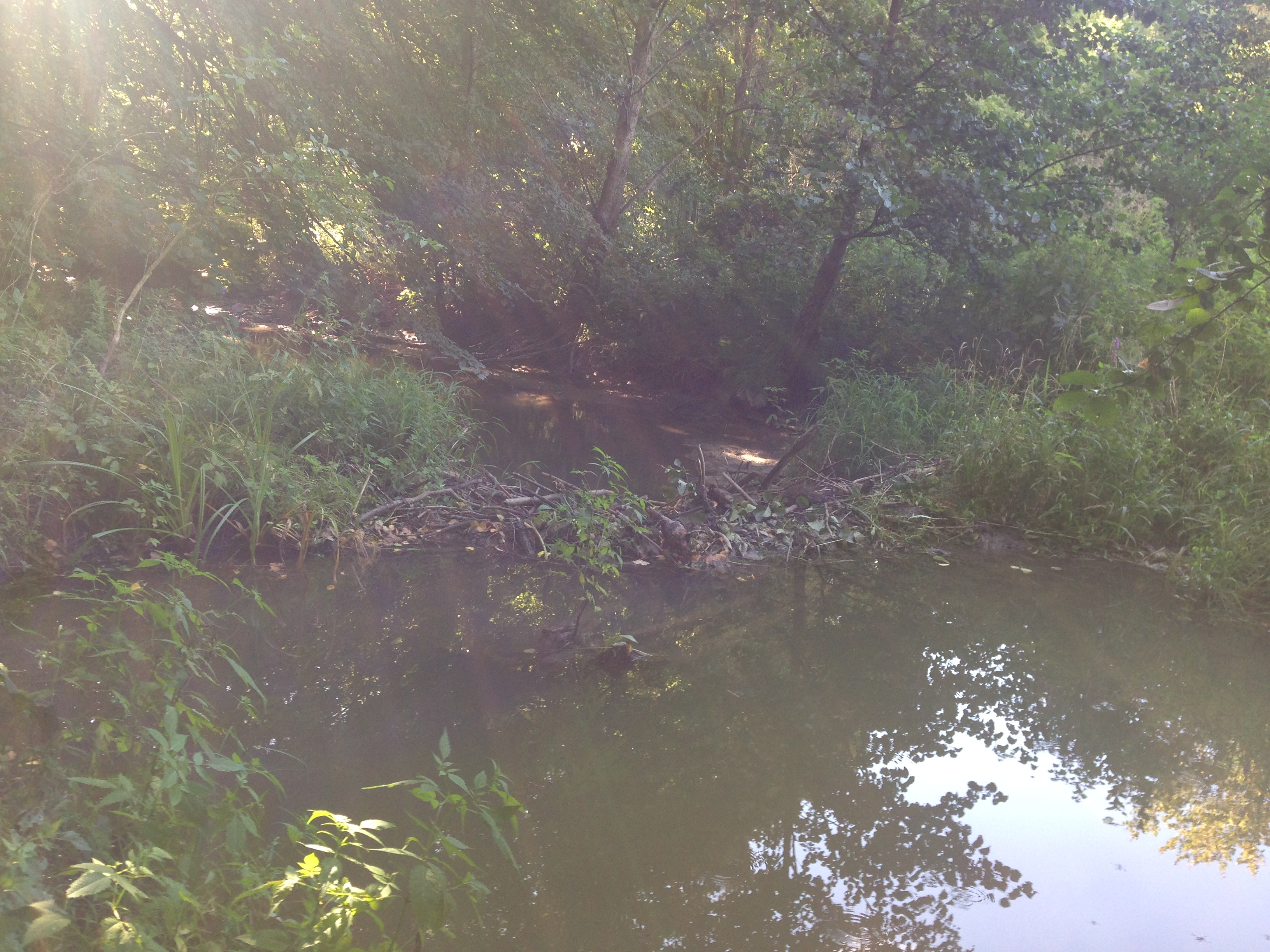
На річці Гниль боброва загата
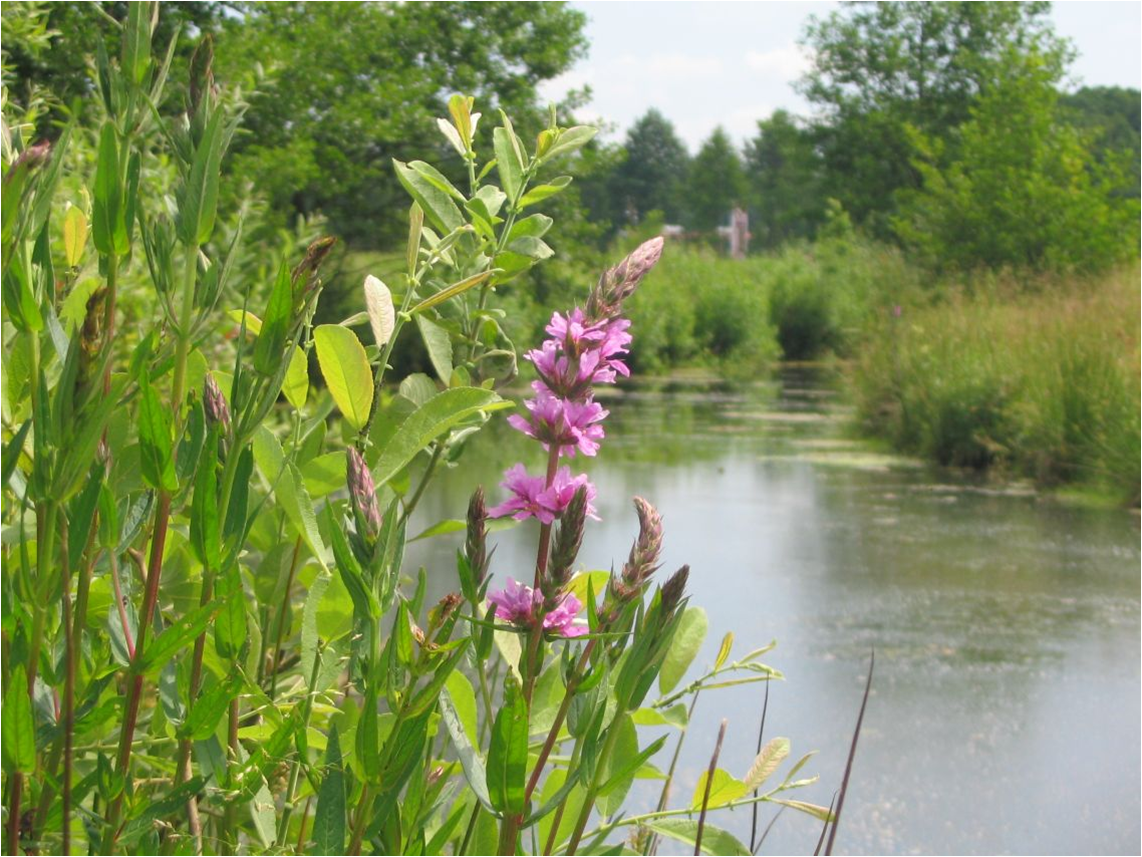
Витік річки Хмільчика, Садове
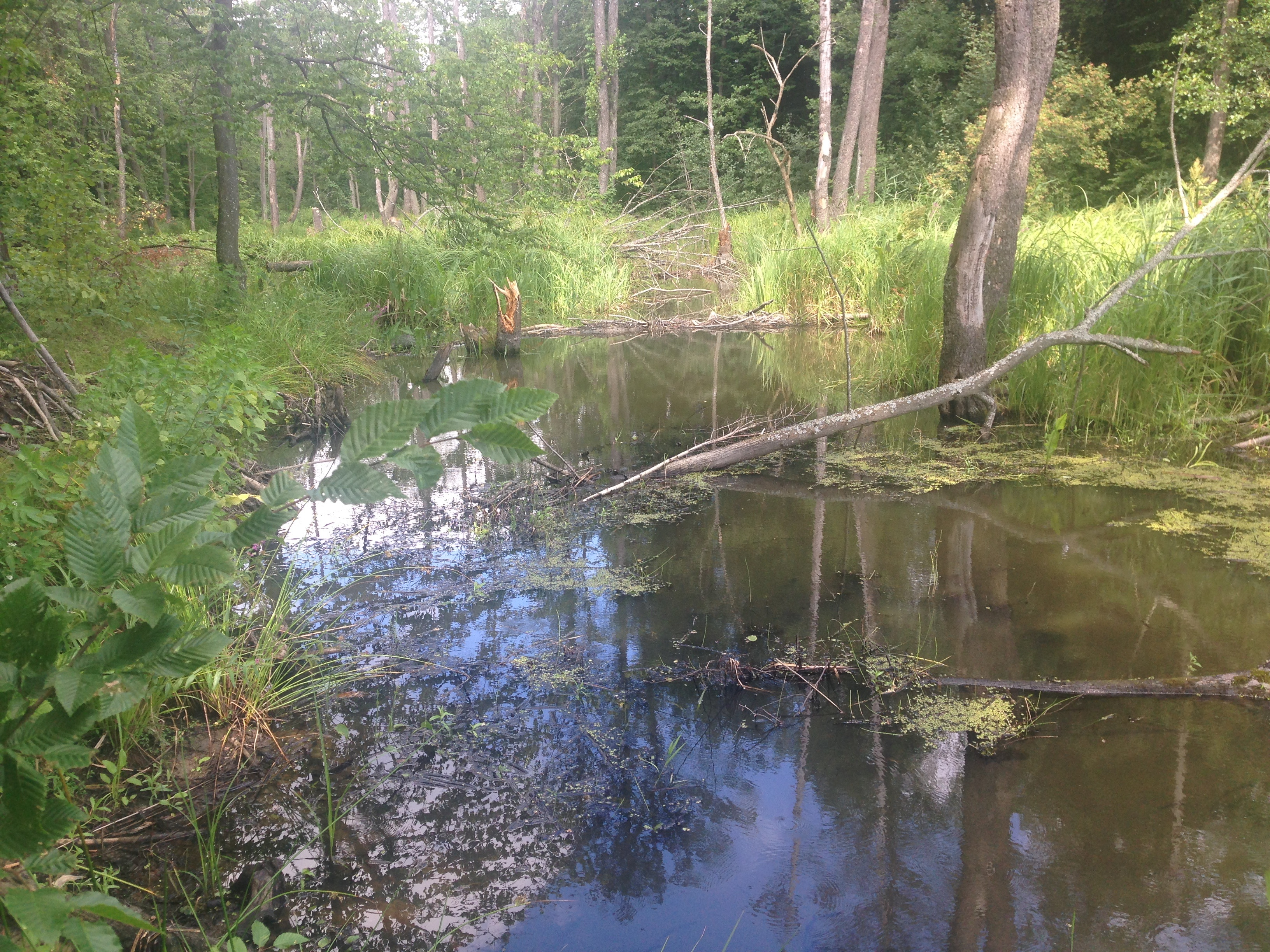
Річка Хмільчик, Садове